# Hans Günter Winkler
Hans Günter Winkler (* 24. Juli 1926 in Barmen; † 9. Juli 2018 in Warendorf) war ein deutscher Springreiter. Er gewann zwischen 1956 und 1976 unter anderem mit seiner Stute Halla fünf Gold- und eine Silbermedaille, was ihn zu einem der erfolgreichsten deutschen Olympioniken machte. Zudem wurde er zweimal Weltmeister.

## Leben

### Jugend
Winkler kam schon früh mit Pferden in Kontakt, da sein Vater als Reitlehrer tätig war. Er selbst war ausgebildeter Bankkaufmann.
Hans Günter Winkler beantragte am 22. Februar 1944 die Aufnahme in die NSDAP und wurde zum 20. April desselben Jahres aufgenommen (Mitgliedsnummer 10.163.611). Nach seinem Vater, der 1945 im Zweiten Weltkrieg starb, wurde auch er gegen Ende des Krieges zum Militärdienst eingezogen und als Flakhelfer in Thüringen eingesetzt. Dort geriet er in US-amerikanische Gefangenschaft, aus der er jedoch fliehen konnte. Seine Flucht führte ihn nach Frankfurt am Main zu seiner Mutter. Im nahen Kronberg im Taunus fand er als Stalljunge eine Anstellung und erteilte Mitgliedern der amerikanischen Besatzungsmacht, so auch Militärgouverneur Dwight D. Eisenhower, Reitunterricht.
Ende der 1940er Jahre nahm Winkler am wieder entstehenden Turnierreitsport im Nachkriegsdeutschland teil. Im Jahr 1950 holte Gustav Rau ihn nach Warendorf zum DOKR. Seinen Lebensunterhalt verdiente er hier bei einer Bauschreinerei. Mitte 1950 ritt er erstmals Halla bei einer Vielseitigkeitsprüfung, musste die Stute dann jedoch an Otto Rothe abgeben. Da dieser jedoch keine Erfolge mit Halla erzielen konnte, sollte sie an den Züchter zurückgegeben werden. Auf Wunsch des Züchters bekam Winkler das Pferd in den Beritt.

### Erfolgsjahre
An den Olympischen Spielen 1952 konnte Winkler nicht teilnehmen, weil er wegen seiner Reitlehrertätigkeit in Kronberg in den 1940er Jahren als Berufssportler galt. Erst auf Initiative des DSB-Vorsitzenden Willi Daume wurde Winkler im Herbst 1952 in den Amateurstatus zurückversetzt, der für eine Olympiateilnahme erforderlich war.
Winkler wurde 1954 und 1955 Weltmeister und war damit einer der Favoriten für die Olympischen Spiele 1956, wo er mit einem berühmt gewordenen Ritt zum ersten Mal Olympiasieger wurde. Winkler zog sich im ersten Durchgang der Mannschafts- und Einzelentscheidung beim dreizehnten Hindernis einen Muskelriss zu und konnte sich nur noch mühsam im Sattel halten. Sein Pferd Halla trug ihn über die Hindernisse bis ins Ziel. Nach einer Behandlung durch den Mannschaftsarzt, der zunächst nur einen Leistenbruch diagnostiziert hatte, saß Winkler für den zweiten Durchgang wieder im Sattel, hatte jedoch kaum die Möglichkeit, sein Pferd zu korrigieren. Unter großen Schmerzen gewann er dennoch mit ihm die Goldmedaille für die Mannschaft sowie in der Einzelwertung. Sein Pferd wurde seitdem die „Wunderstute Halla“ genannt.
Winkler gewann zwischen 1956 und 1976 fünf Goldmedaillen im Springreiten (neben der Einzelmedaille vier mit der deutschen Mannschaft) und eine Silbermedaille, was ihn zu einem der erfolgreichsten deutschen Olympioniken machte. Bei der Eröffnungsfeier der Olympischen Sommerspiele 1976 in Montreal war er Fahnenträger der bundesdeutschen Mannschaft. Er wurde 1955 und 1956 zum Sportler des Jahres gewählt und außerdem zum Sportler der 1950er und 1960er Jahre. 1986 verabschiedete er sich vom aktiven Reitsport bei den Springreiter-Weltmeisterschaften in Aachen.
Seit den 1950er Jahren veröffentlichte Winkler zahlreiche Bücher über den Reitsport und gründete 1991 die HGW-Marketinggesellschaft, die Reitturniere organisiert. Für eine 1961 veröffentlichte Schallplatte der Ariola berichtete er Vom Umgang mit Pferden.

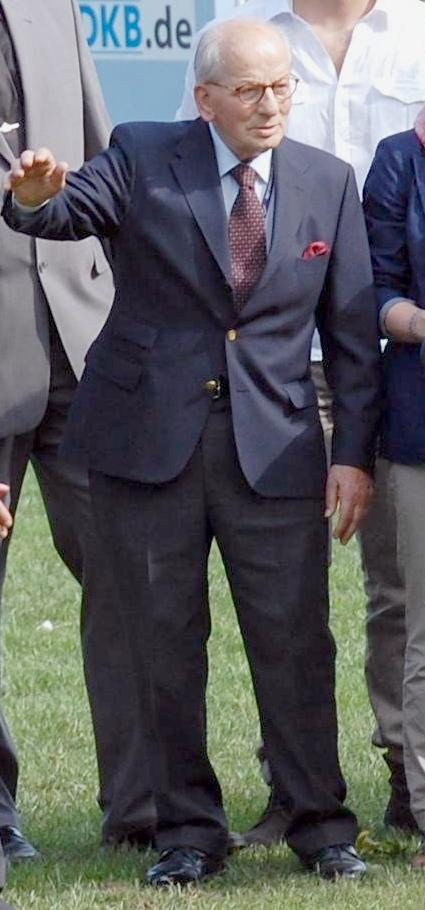
Hans Günter Winkler beim Deutschen Spring- und Dressurderby 2012

### Nach der aktiven Sportkarriere
Hans Günter Winkler war auch nach Ende seiner eigenen Sportlerlaufbahn eng mit dem Reitsport verbunden. Bereits im Jahr seines Karriereendes schuf er zusammen mit Herbert Meyer den Goldenen Sattel, eine an wechselnden Orten ausgetragene Stilspringprüfung mit Pferdewechsel für vier ausgewählte Nachwuchsspringreiter bis zum Alter von 21 Jahren.
Wenig später erdachte er das im Rahmen des Dortmunder Westfalenhallenturniers ausgetragene HGW-Bundesnachwuchschampionat. Diese Veranstaltung für Nachwuchsspringreiter bis 25 Jahre wird noch heute ausgetragen, seit 2009 im Rahmen der Löwen Classics Braunschweig.
Daneben war er Sportdirektor der Löwen Classics in Braunschweig und sportlicher Leiter des Goldstadt Cups in Pforzheim.

### Auszeichnungen
Hans Günter Winkler erhielt das Große Bundesverdienstkreuz (1975) mit Stern (2008) sowie den Medienpreis Bambi (1990) und 2002 die Auszeichnung als weltbester Springreiter bei Olympischen Spielen.
Im Jahr 2006 gehörte Winkler zu den ersten Sportlern, die in die neu gegründete Hall of Fame des deutschen Sports aufgenommen wurden. Er war Mitglied des Ehrenkomitees der Spanischen Hofreitschule.

### Privates
Von 1957 bis 1960 war Winkler mit der Springreiterin Inge Fellgiebel, einer Tochter des Hippologen Hans Fellgiebel, verheiratet; sie war später die Ehefrau von George Theodorescu und Mutter von Monica Theodorescu. Der folgenden Ehe (1962–1970) mit der Dänin Marianne Gräfin Moltke entstammen ein Sohn (geb. 1965) und eine Tochter (geb. 1967). Bis zur Scheidung 1986 war er mit der venezolanischen Millionärstochter Astrid Nunez verheiratet.
Von 1994 bis 2011 war er in vierter Ehe mit der US-Amerikanerin Debby Malloy verheiratet, die 2011 nach einem Reitunfall mit 51 Jahren starb. Hans Günter Winkler starb im Juli 2018 im Alter von 91 Jahren. Im Rahmen des CHIO in Aachen wurde am 18. Juli seiner in einer Gedenkveranstaltung gedacht.

## Erfolge
- Olympische Spiele
  - 1956 in Stockholm: Goldmedaille Mannschaft, Goldmedaille Einzel auf Halla
  - 1960 in Rom: Goldmedaille Mannschaft, Einzelwertung 5. auf Halla
  - 1964 in Tokio: Goldmedaille Mannschaft, Einzelwertung 16. auf Fidelitas
  - 1968 in Mexiko-Stadt: Bronzemedaille Mannschaft, Einzelwertung 5. auf Enigk
  - 1972 in München: Goldmedaille Mannschaft auf Torphy
  - 1976 in Montreal: Silbermedaille Mannschaft, Einzelwertung 10. auf Torphy

- Weltmeisterschaften
  - 1954 in Madrid: Goldmedaille Einzel auf Halla
  - 1955 in Aachen: Goldmedaille Einzel auf Orient

- Europameisterschaften
  - 1957 in Rotterdam: Goldmedaille Einzel auf Sonnenglanz
  - 1958 in Aachen: Bronzemedaille Einzel auf Halla
  - 1961 in Aachen: Bronzemedaille Einzel auf Romanus
  - 1962 in London: Silbermedaille Einzel auf Romanus
  - 1969 in Hickstead: Bronzemedaille Einzel auf Enigk

- Deutsche Meisterschaften
  - Deutscher Meister 1959 auf Halla

- Deutsches Championat
  - Sieger 1952, 1953, 1954, 1955

## Werke
- Hans Günter Winkler: Halla, meine Pferde und ich. FN-Verlag der Deutschen Reiterlichen Vereinigung, Warendorf 2007, ISBN 978-3-88542-430-7 (erstmals 1958 als Meine Pferde und ich veröffentlicht).
- Springreiten. Rowohlt, Reinbek 1979, ISBN 3-498-07282-X.